# Ducati ST3

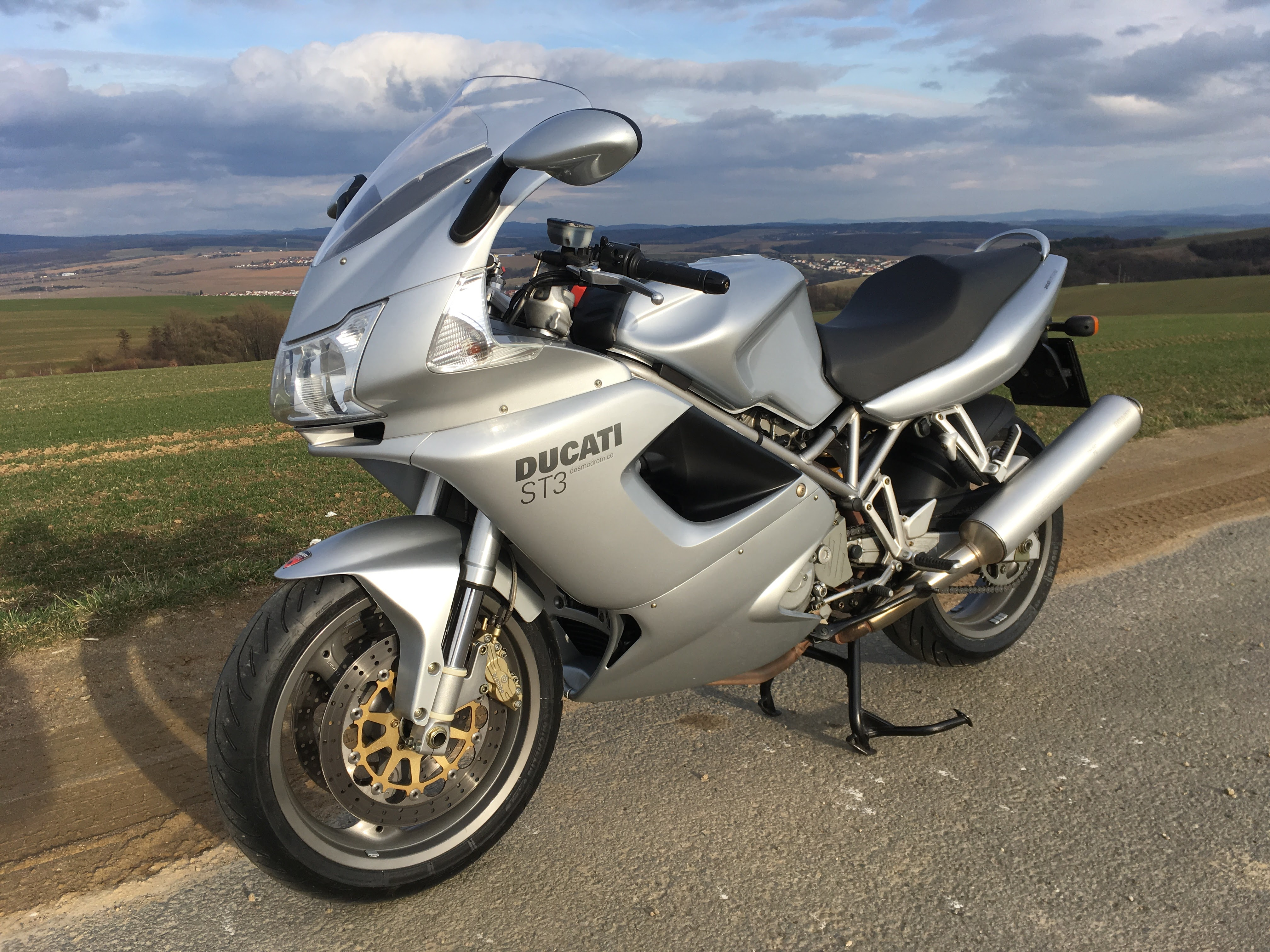
Motocykl DUCATI ST3, modelový ročník 2004

Ducati ST 3 je sportovně cestovní motocykl, vyvinutý firmou Ducati, vyráběný v letech 2004–2007. Předchůdcem je Ducati ST 2, a DUCATI ST 4. Typ ST 3 přinesl jako první v modelovém roce 2004 facelift do řady ST, když společně s modelem ST 4S továrna úpravou horní části kapotáže a instalací nového světlometu vytvořila ostřejší tvary, a také jeden z nejlépe svítících světlometů ve třídě sportovních turistů. Zajímavostí je použitý třiventilový vodou chlazený desmodromický dvouválec do L, který přináší výkon starší verze ST4 a to zároveň při nižších servisních nákladech. Tento tříventilový dvousvíčkový motor DUCATI použila výhradně pro tento motocykl. Hydraulicky ovládána spojka používala v prvním roce produkce (2004) suché lamely, v dalších ročnících pracovaly lamely už v olejové lázni. V případě motocyklu ST3 se jednalo se o nejuniverzálnější typ v nabídce DUCATI – až do příchodu Multistrady jediný typ Ducati, umožňující osazení vkusnými kufry v barvě motocyklu, volitelně 2 boční nebo 1 topcase. ST 3 je určen především pro cestování, ale nabízí výbornou ovladatelnost a nezapře tímto sportovní geny značky DUCATI.
Konkurenci představují Suzuki TL 1000, Aprilia SL 1000 Falco, Honda VTR 1000F nebo Triumph Sprint ST 1050.

## Technické parametry
- Rám: příhradový z ocelových trubek
- Suchá hmotnost: 214 kg
- Pohotovostní hmotnost: 222 kg
- Maximální rychlost: 230 km/h
- Spotřeba paliva: 6,5 l/100 km